# Kienertsham
Kienertsham ist ein Weiler in der oberbayerischen Gemeinde Tyrlaching. Der Weiler liegt etwa zweieinhalb Kilometer westlich des Hauptortes. Bei der Volkszählung 1987 hatte der Ort elf Einwohner.
Der Name des Ortes verweist auf die Ansiedlung eines Mannes mit dem Namen Chuenert (altd.: auch Kunihart oder Kunhart).
Der Ort wird 1148 urkundlich erwähnt als Chvenersheym, 1300 als Chynreichshaim.